# Мінорі
Мінорі (італ. Minori) — муніципалітет в Італії, у регіоні Кампанія,  провінція Салерно.
Мінорі розташоване на відстані близько 230 км на південний схід від Рима, 39 км на південний схід від Неаполя, 12 км на захід від Салерно.
Населення — 2791 особа (2014).
Щорічний фестиваль відбувається 5 листопада. Покровитель — Santa Febronia.

## Демографія
Населення за роками:

Станом на 1 січня 2023 року в муніципалітеті офіційно проживало 49 іноземців з 20 країн, серед них 22 громадяни країн Євросоюзу та 3 громадяни України.

## Сусідні муніципалітети
- Майорі
- Равелло